# Aicha (Hemau)
Aicha ist ein Gemeindeteil von Hemau im oberpfälzer Landkreis Regensburg.
Der Weiler liegt fünf Kilometer südwestlich vom Zentrum von Hemau entfernt auf der Gemarkung Aichkirchen an der Straße von Aichkirchen zur Kreisstraße R 16.

## Geschichte
Ein Salbuch des Gerichts Hemau aus dem Jahre 1460 verzeichnet in Aicha zwei Höfe und ein Gut, das Abgaben an das Kloster Biburg zu entrichten hatten. Aus einer Urkunde vom 1. März 1535 geht hervor, dass „der Kammerhof zu Aicha im Amte Hemau, samt Holzrechten im Grafenschlag, vom Kloster Biburg zu Lehen rührte“. Aicha kam 1978 bei deren Auflösung von der Gemeinde Aichkirchen zur Stadt Hemau.